# Moonlight State Beach
Moonlight Beach ist ein Strand mit dahinterliegendem Kliff und gleichnamiger State Park im kalifornischen Encinitas.
Das Gebiet um das Kliff und der davor liegende Strand wird durch das Schutzgebiet Moonlight State Beach geschützt. Der Strand wurde in den 1900er Jahren für mitternächtliche Picknicks genutzt und soll daher seinen Namen erhalten haben.
Der Strand ist ein bekannter Spot für Wellenreiten. Auch Beach-Volleyball kann gespielt werden.